# Churchill Lake (Saskatchewan)
Der Churchill Lake ist ein 543 km² großer See in der kanadischen Provinz Saskatchewan. Der See wurde nach John Churchill, 1. Duke of Marlborough (1650–1722) benannt.

## Lage
Der Churchill Lake liegt auf einer Höhe von 421 m. Der einschließlich Inseln 559 km² große See befindet sich in einer sehr seenreichen Gegend im Nordwesten der Provinz und bildet den Ursprung des Churchill River. Buffalo Narrows liegt am westlichen Seeufer auf einem Isthmus, der den See vom westlich gelegenen Peter Pond Lake trennt. Dort fließt ihm über den Kisis Channel das Wasser des Peter Pond Lake zu. Nordöstlich des Churchill Lake befindet sich der Frobisher Lake, welcher über den Simonds Channel zum Churchill Lake abfließt. Am südwestlichen Ende des Sees verlässt der MacBeth Channel, der dem Churchill River zugerechnet wird, den See nach Süden zum Lac Île-à-la-Crosse.

## Seefauna
Zu den Fischarten des Churchill Lake gehören: Glasaugenbarsch, Kanadischer Zander, Amerikanischer Flussbarsch, Hecht, Amerikanischer Seesaibling, Heringsmaräne, Coregonus, die Saugkarpfen Catostomus commersonii und Catostomus catostomus sowie die Quappe.